# Musée de la guerre-Vytautas le Grand
Le musée de la guerre-Vytautas le Grand (lituanien : Vytauto Didžiojo karo muziejus), est situé à Kaunas en Lituanie.

## Histoire
Créé en 1921 en style art déco par Vladas Nagevičius, il est dédié à Vytautas le Grand.

## Galerie

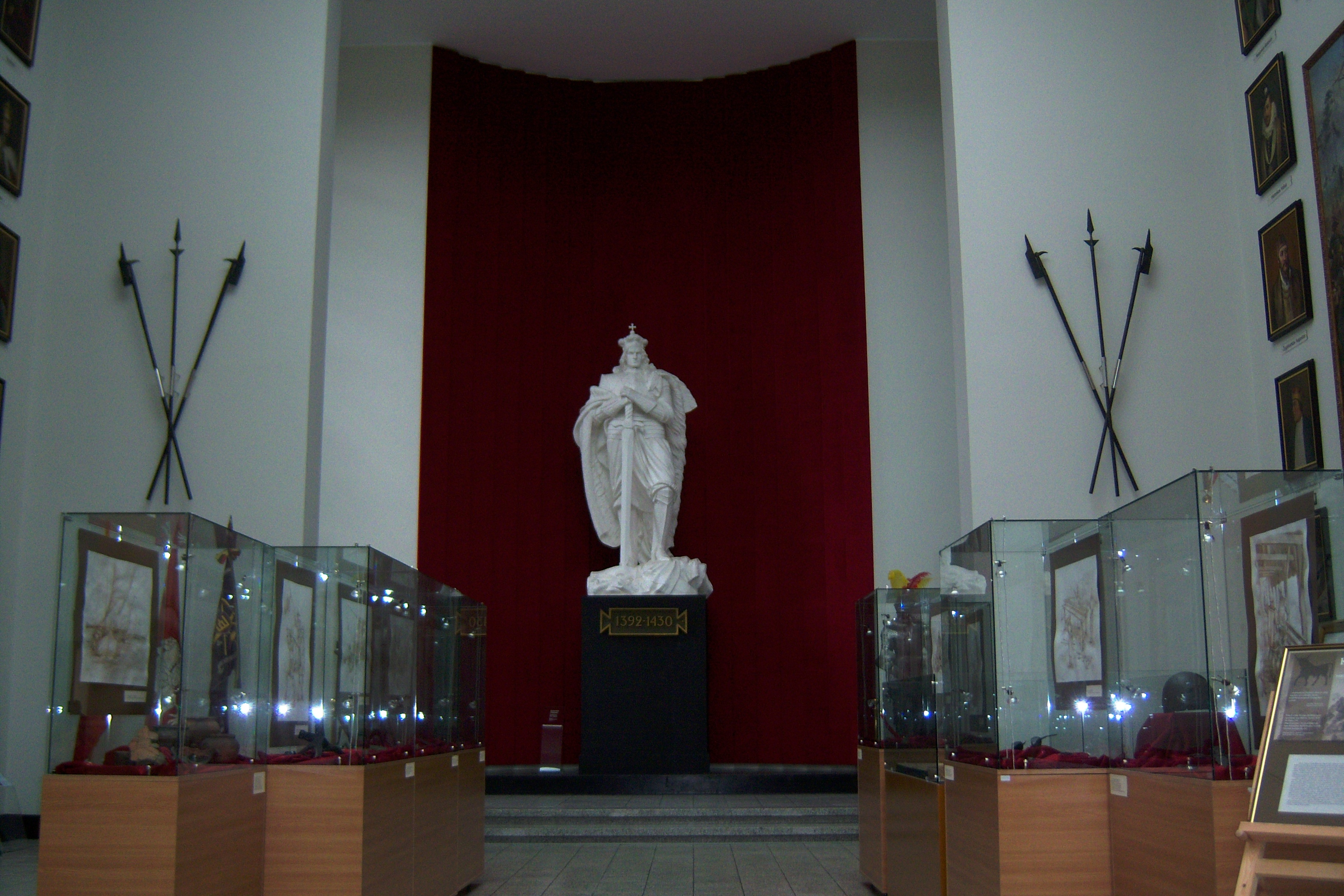
La statue de Vytautas dans le musée.
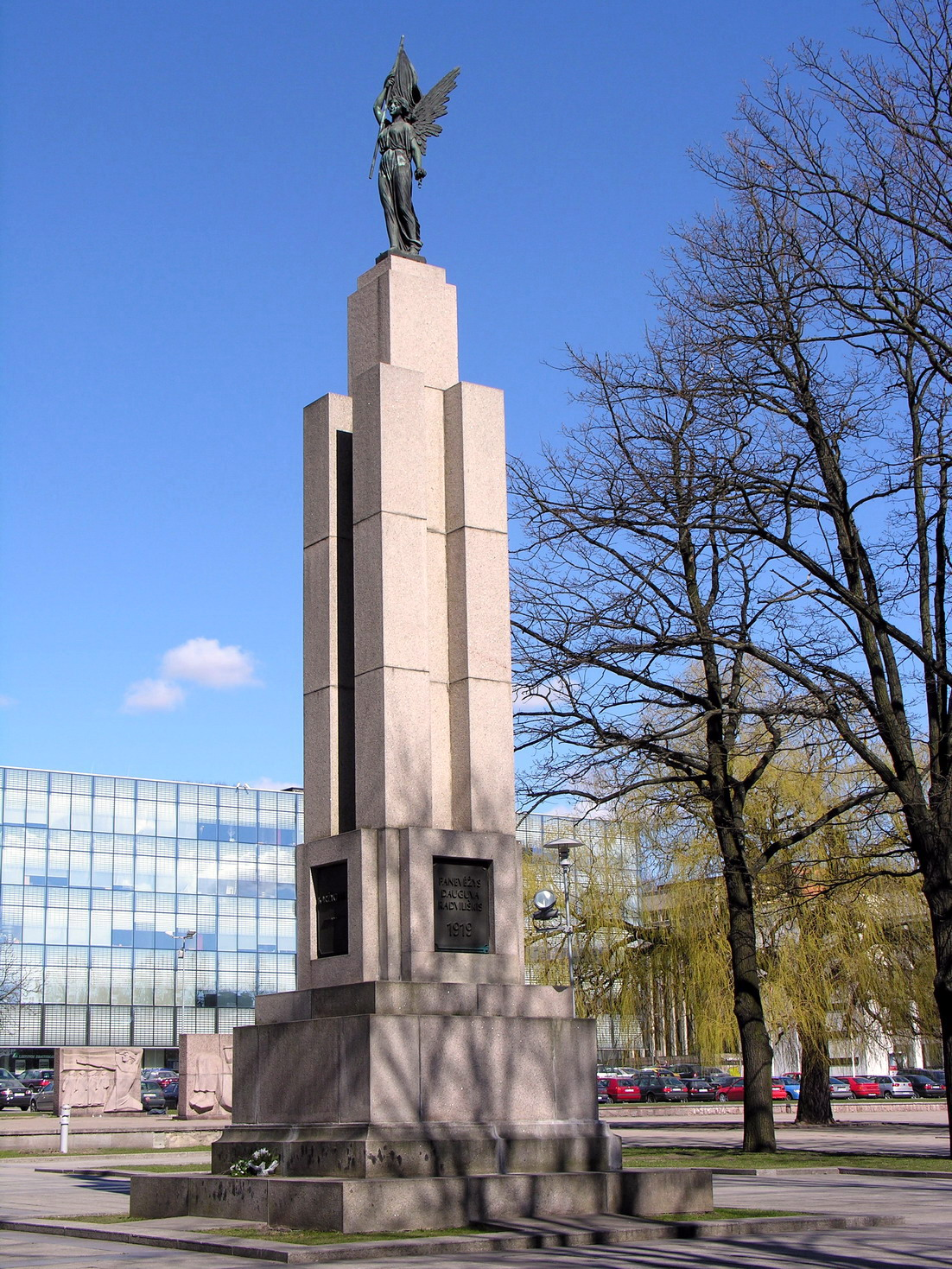
statue de la Liberté devant le Museum.
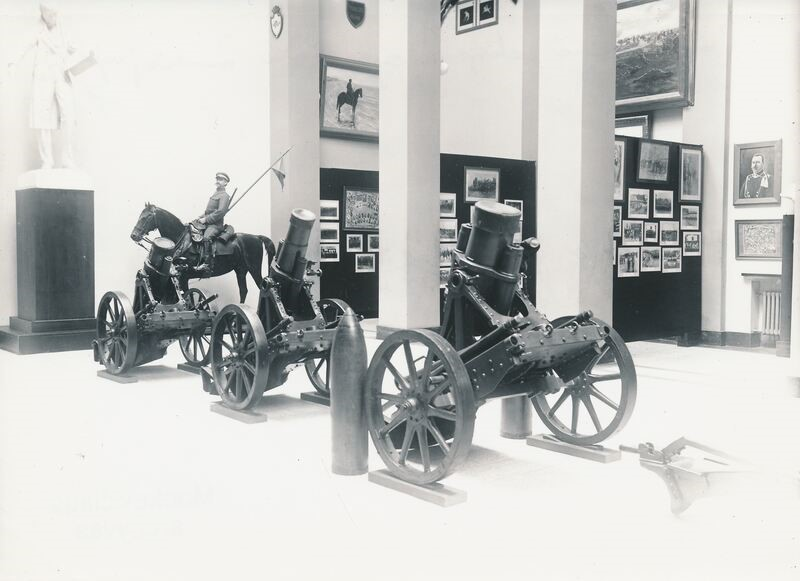
Une salle en 1930
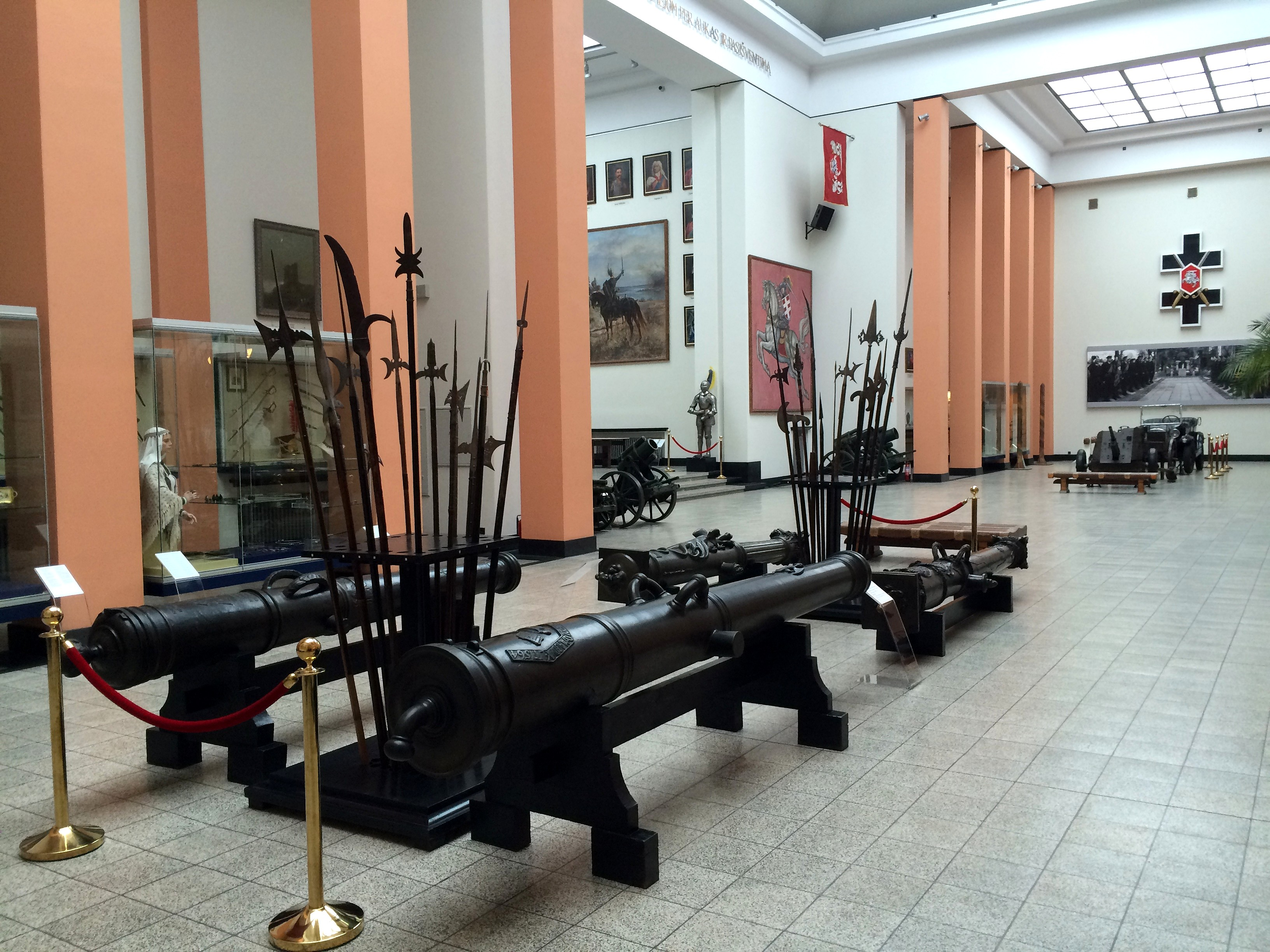
et aujourd'hui.